# Lempa
Le Lempa est le plus grand fleuve d'Amérique centrale d'une longueur de 422 kilomètres. Il prend sa source au Guatemala avant de traverser le Honduras et de se jeter dans l'océan Pacifique au Salvador. Il est ainsi l'un des rares cours d'eau d'Amérique centrale à traverser plus de deux pays.

## Géographie
Le fleuve nait dans la Sierra Madre à l'est du Guatemala près de la ville d'Esquipulas (Département de Chiquimula), il entre ensuite dans le Département d'Ocotepeque au sud-ouest du Honduras puis parcourt plus de 360 kilomètres au Salvador en traversant les départements de Chalatenango, Santa Ana, Cabañas (où il sert de frontière entre le Salvador et le Honduras), Usulután et San Vicente. Son bassin couvre une surface totale de 17 790 km2 dont 2 457 km2 au Guatemala, 5 251 km2 au Honduras et 10 082 km2 au Salvador (soit 42 % du pays).

## Histoire
Le 17 mars 1981, dans les premiers temps de la guerre civile du Salvador (de 1979 à 1992) sept à huit mille personnes tentent de se réfugier au Honduras en traversant le fleuve. Elles sont ciblées par deux avions de chasse et un hélicoptère fournis par les États-Unis à l’armée salvadorienne. Entre vingt et trente personnes sont tuées, auxquelles s'ajoutent près de deux cents disparues.

## Hydrométrie - Les débits à San Marcos
Le débit du Lempa a été observé sur une période de 12 ans (1969-1980) à San Marcos, localité salvadorienne située à peu de distance de son embouchure dans le Pacifique.
Le Lempa est un fleuve très abondant mais fort irrégulier. Le module du fleuve à San Marcos est de 435 m3/s pour une surface prise en compte de 18 246 km2, ce qui correspond à la quasi-totalité du bassin versant du fleuve. La lame d'eau écoulée dans son bassin versant se monte de ce fait à 723 millimètres annuellement.
Le Lempa présente des fluctuations saisonnières de débit importantes. Les hautes eaux se déroulent en fin d'été/début d'automne, et se caractérisent par des débits mensuels moyens allant de 863 à 1 284 m3/s d'août à octobre inclus (avec un sommet en septembre). Dès fin octobre, le débit diminue rapidement ce qui mène aux basses eaux de printemps qui ont lieu de février à avril, avec une baisse du débit mensuel moyen jusqu'au niveau de 87,1 m3 au mois de mars.
Mais les fluctuations de débit sont plus importantes selon les années, ou calculées sur de courtes périodes.
Le débit moyen mensuel observé en mars (minimum d'étiage) atteint 87,1 m3/s, soit plus ou moins 7 % du débit moyen du mois de septembre (maximum de l'année), ce qui souligne l'amplitude importante des variations saisonnières.
Sur la période d'observation de 12 ans, le débit mensuel minimal a été de 38 m3/s en mars 1969, tandis que le débit mensuel maximal s'est élevé à 2 189 m3/s en septembre de la même année.

## Équipement
Trois barrages hydroélectriques forment au Salvador des lacs artificiels: le barrage du Cerrón Grande (capacité maximale de 172,9 MW), le barrage du Cinco De Noviembre (135 MW) et le barrage du 15 de Septiembre (78,3 MW). Ces barrages génèrent aujourd’hui 33 % de l’électricité salvadorienne.

## Pollution
Le Lempa est considéré comme le fleuve le plus pollué d'Amérique centrale, à cause des activités agricoles et industrielles situées dans son bassin on trouve des traces importantes de produits chimiques et de métaux lourds (arsenic, mercure, etc.).

## Galerie

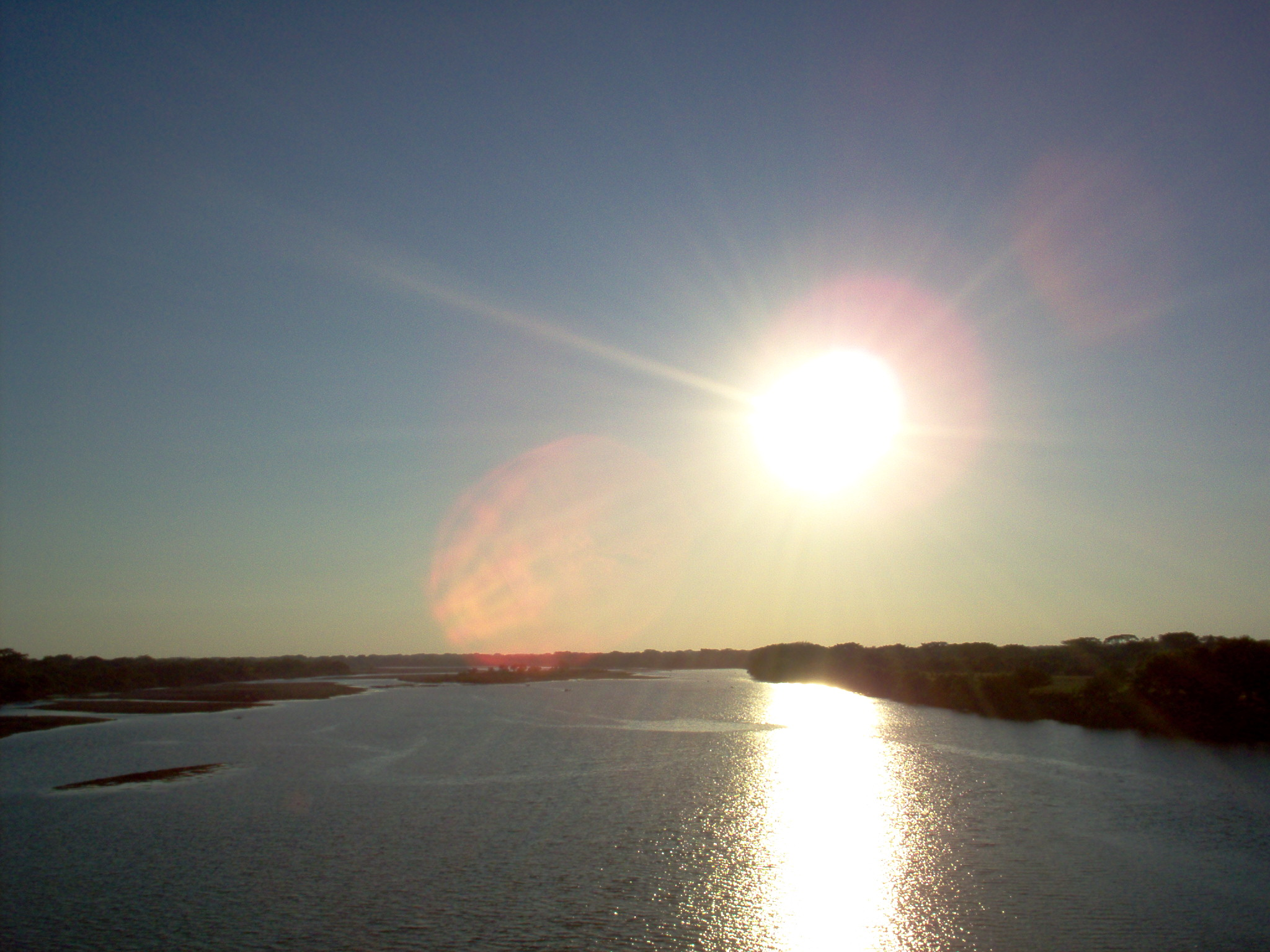
Vue du lempa (El Salvador)
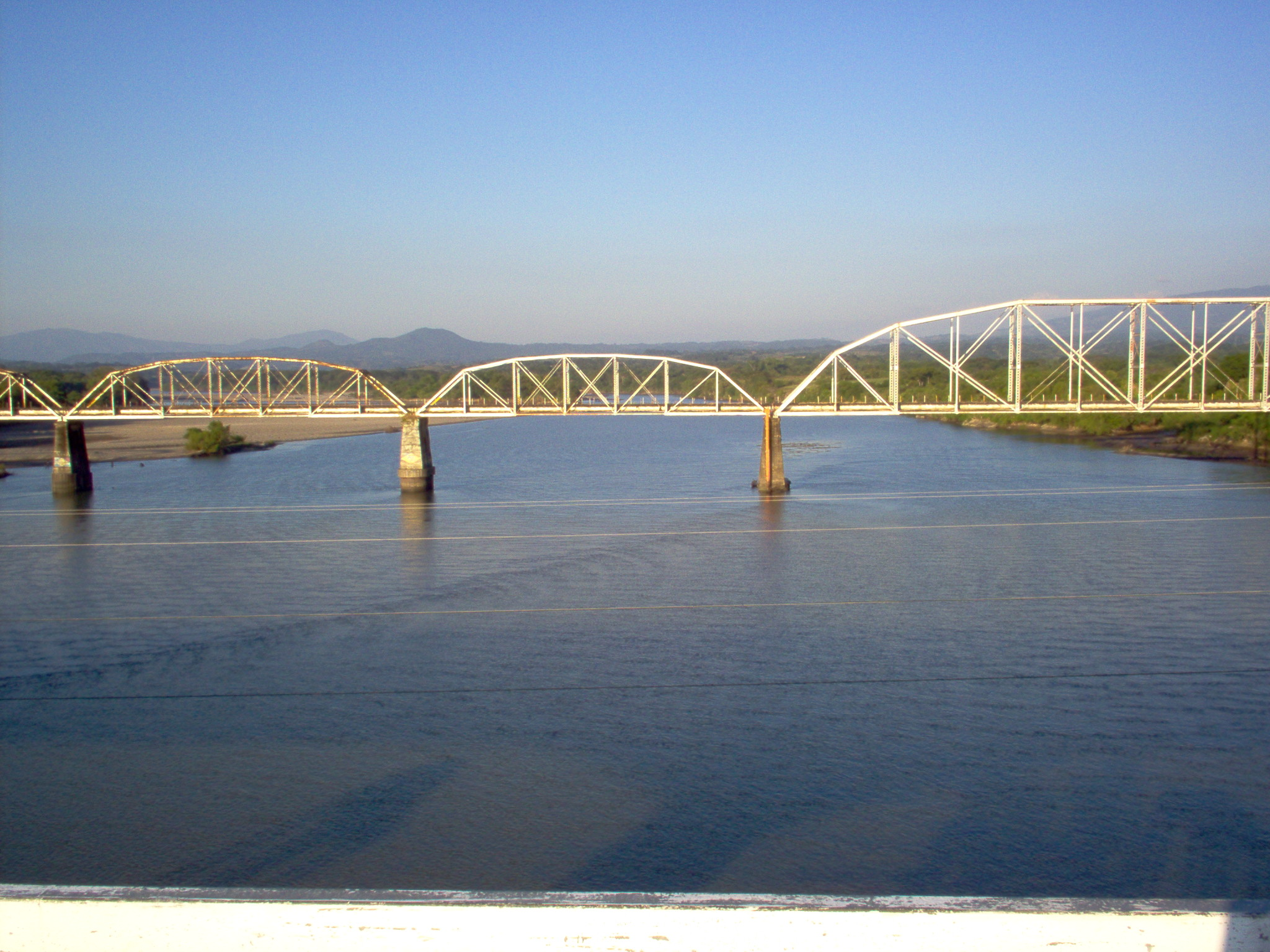
Ancien pont sur le Lempa (El Salvador)